# Symfony
Symfony е рамка за приложения с отворен код (open source framework), разработен от френската фирма Sensio Labs. Разработен е за да задоволи нуждите на фирмата, след което е пуснат под GPL лиценз за свободно използване. Symfony e web framework и е написан на езика PHP. За основа е използван Ruby on Rails и както него, следва принципите на MVC (model – view – controller)